# Riverside Fire Department

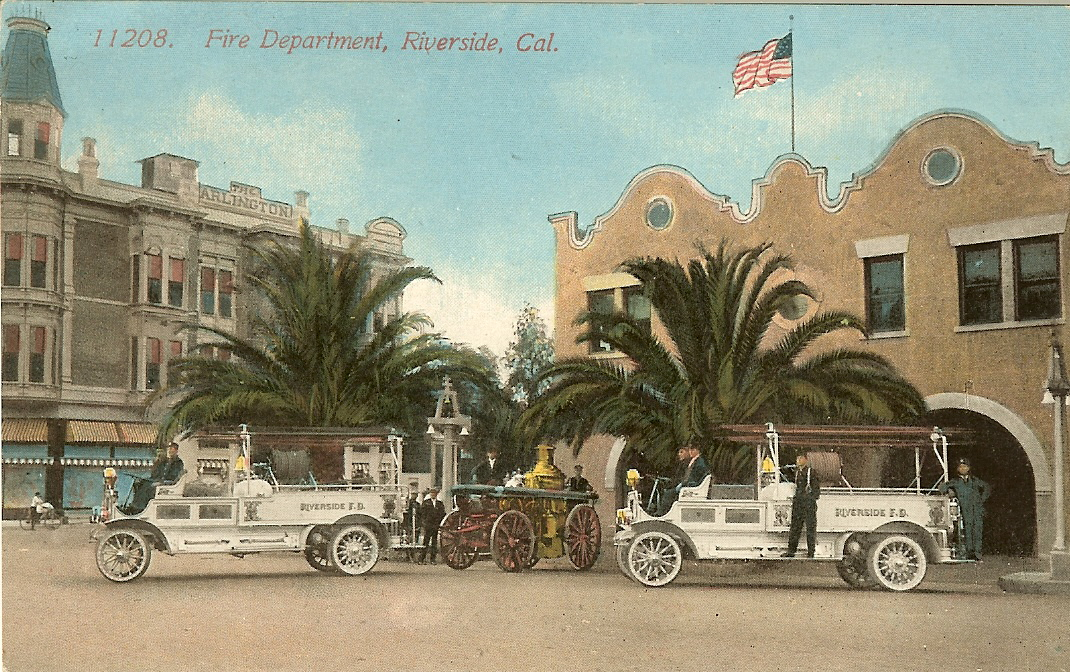
Imagem de 1910 mostrando veículos do Corpo de Bombeiros de Riverside

O Riverside Fire Department (em português:  Corpo de Bombeiros de Riverside) é a agência que fornece proteção médica e de emergência contra fogo para a cidade de Riverside, na Califórnia.